# Georg Ferdinand Döllinger
Georg Ferdinand Döllinger (* 1772 in Bamberg; † 6. August 1847 in München) war ein deutscher Archivar.

## Leben und Wirken
Georg Ferdinand Döllinger studierte Philosophie und Rechtswissenschaft an der Universität Bamberg (Universitas Ottoniano-Fridericiana). Im Jahre 1798 trat er in die Verwaltungsarbeit bei der Hofkammer in Bamberg ein, zunächst als Akzessist, dann Kammerkanzlist (1799), Registrator bzw. Oberregistrator (1803/1804). 1807 wechselte er nach München an das Zentralrechnungskommissariat bzw. der Zentralen Stiftungsadministration, dann als Archivar an den Königlichen Staatsrat. Von 1828 bis zu seinem Eintritt in den Ruhestand 1847 war er Geheimer Hausarchivar am Haus- und Staatsarchiv in München.

## Schriften
- Über die zweckmäßigste Einrichtung der Registraturen. München 1811.

- Repertorium der Staats-Verwaltung des Königreichs Baiern. 13 Bände. Seybold, München 1813–1831.
- Praktische Anleitung, die Amtsgeschäfte, insbesondere die Amtspapiere, durch Vereinfachung des Geschäfts-Mechanismus leicht und schnell zu ordnen, und in dieser Ordnung zu halten. Fleischmann, München 1815.
- Verfassung des Königreichs Baiern. Mit den darin angeführten früheren k. Edikten und Verordnungen. Seybold, München 1818/1819.
- Der Geschäfts-Mechanismus nach seinem Endzwecke und seinen Formen. 2. Aufl. Jaquet, München 1828 (Digitalisat).
- Sammlung der im Gebiete der inneren Staatsverwaltung des Königreichs Bayern bestehenden Verordnungen. Aus amtlichen Quellen geschöpft und systematisch geordnet. Bd. 1 (1835) – Bd. 20 (1839).
- Die in Bayern bestehenden Gesetze und Verordnungen über Landwirtschaft. In Auszügen alphabetisch zusammengestellt. Franz, München 1845.
- Das Medicinalwesen in Bayern. Zwei Teile. Enke, Erlangen 1847 (Digitalisat).